# HEAT

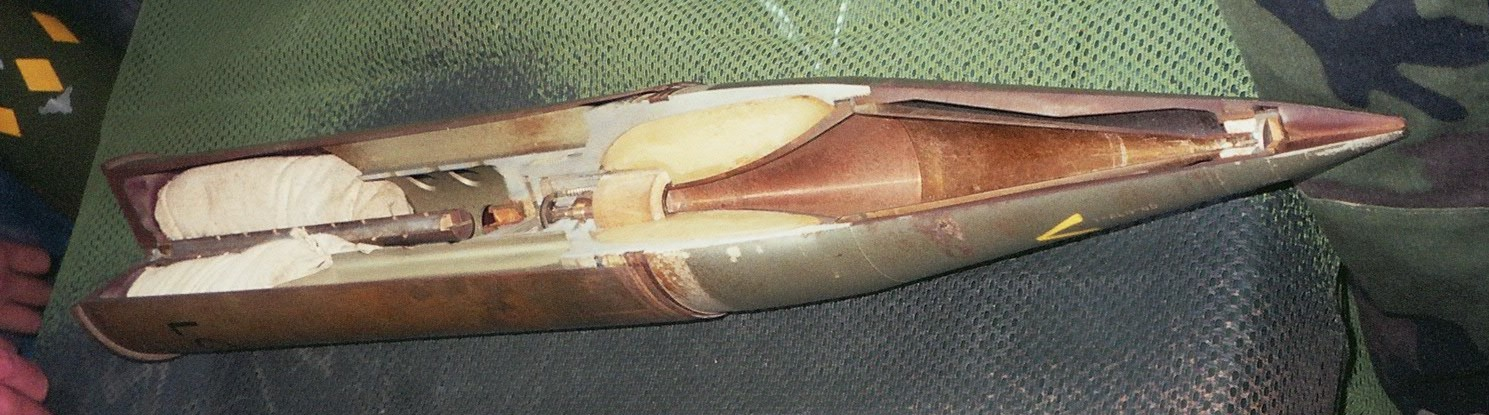
Munición HEAT. Zona conică de cupru se poate aprecia clar

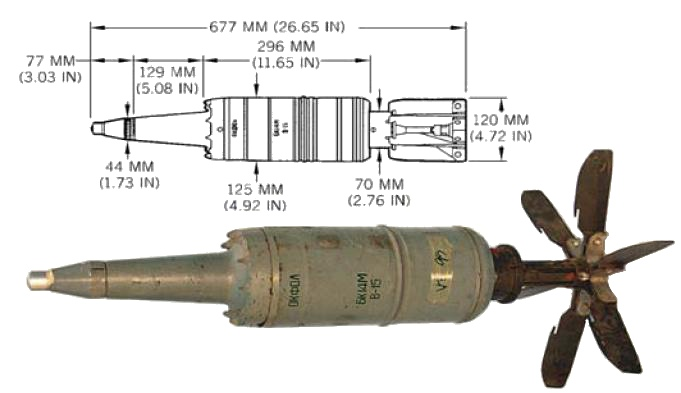
HEAT BK-14 sovietic de 125 mm

Bombele HEAT (High-Explosive Anti-Tank) sunt un tip de muniție conceput special pentru a penetra blindajul vehiculelor și structurilor fortificate. Acestea folosesc un principiu numit efect cumulativ (sau efect Munroe), care permite unui jet de metal topit să străpungă blindajul cu o eficiență extrem de ridicată.

## Mod de funcționare
Bombele HEAT nu se bazează pe viteză sau pe forță cinetică pentru a perfora blindajul, ci pe o reacție chimică și fizică bine calculată. Principiul de funcționare este următorul:
1. Detonarea încărcăturii explozive – Când bomba lovește ținta, un detonator aprinde încărcătura explozivă plasată în jurul unei cavități conice căptușite cu metal (de obicei cupru).
2. Crearea jetului de plasmă – Explozia comprimă metalul conic din interior, transformându-l într-un jet de metal lichid și plasmă extrem de fierbinte și rapid.
3. Penetrarea blindajului – Acest jet atinge viteze de până la 10 km/s și temperaturi foarte ridicate, reușind să perforeze blindajele groase ale tancurilor și vehiculelor blindate.
4. Distrugerea țintei – După ce a străpuns armura, jetul de plasmă generează temperaturi extreme și o undă de șoc, distrugând echipajul și componentele interne ale vehiculului inamic.

## Utilizări
Acest tip de muniție este utilizat în mai multe tipuri de arme și sisteme:
• Rachete antitanc – Sistemele portabile, precum Javelin (SUA), RPG-7 (Rusia) sau Panzerfaust 3 (Germania), folosesc încărcături HEAT pentru a distruge tancurile inamice.
• Obuze de tun antitanc – Proiectilele HEAT sunt utilizate de tancuri și tunuri antitanc pentru a penetra blindajele vehiculelor adversarului.
• Muniție aeriană – Unele bombe și rachete lansate de avioane sau elicoptere de atac sunt echipate cu încărcături HEAT pentru a distruge vehicule blindate sau buncăre.

## Metode de contracarare
De-a lungul timpului, armatele au dezvoltat mai multe metode pentru a contracara efectul bombei HEAT:
• Blindaj reactiv exploziv (ERA) – Plăcile de blindaj reactiv sunt montate pe vehicule și explodează la impact, disipând energia jetului de plasmă.
• Plase și grătare anti-HEAT – Aceste structuri montate pe vehicule pot împiedica detonarea optimă a bombei, reducând eficiența jetului de plasmă.
• Sisteme active de protecție (APS) – Unele tancuri moderne, precum T-14 Armata (Rusia) sau Merkava IV (Israel), sunt dotate cu sisteme care detectează și distrug rachetele HEAT înainte ca acestea să lovească ținta.

## Concluzie
Bombele HEAT au revoluționat războiul antitanc, oferind infanteriei și aviației posibilitatea de a distruge vehicule puternic blindate. Totuși, tehnologia blindajului evoluează constant, ceea ce duce la o competiție continuă între armele de atac și sistemele de apărare.